# Re-Logic
Re-Logic ist ein US-amerikanischer Spieleentwickler und Publisher mit Sitz in Floyds Knobs, Indiana. Das Unternehmen wurde 2011 von Andrew Spinks gegründet. Es ist vor allem für die Entwicklung und Veröffentlichung von Terraria bekannt, einem 2D-Action-Adventure-Sandbox-Videospiel. Re-Logic veröffentlichte darüber hinaus Pixel Piracy und Pixel Privateers, beide wurden von Quadro Delta entwickelt.

## Geschichte
Re-Logic wurde im Januar 2011 zu Beginn des Entwicklungszyklus von Terraria von Andrew Spinks gegründet. Das Spiel wurde am 16. Mai 2011 für Microsoft Windows veröffentlicht und später mehrfach aktualisiert. Im Februar 2012 kündigten die Entwickler an, dass Terraria einen letzten Bugfix-Patch erhalten würde, aber die Entwicklung wurde 2013 von Jonas Maurer wieder aufgenommen. Auf der E3 2019 kündigte Re-Logic ein letztes Update des Spiels an. Update 1.4 Journey's End wurde am 16. Mai 2020 veröffentlicht. Re-Logic gab an, nach diesem Update an anderen Projekten arbeiten zu wollen. Von Terraria erschienen Portierungen für diverse Konsolen.
Das Unternehmen veröffentlichte das seitlich scrollende Echtzeit-Strategiespiel Pixel Piracy am 1. Dezember 2013 für Windows, macOS und Linux, für die PlayStation 4 am 16. Februar 2016 und für die Xbox One am 16. Februar 2016. Am 21. Februar 2017 veröffentlichte Re-Logic Pixel Privateers Yos, ein rundenbasiertes Strategiespiel für Windows. Im Februar 2015 begann Re-Logic mit der Entwicklung von Terraria: Otherworld, einem Spiel, das im selben Universum wie Terraria spielt. Das Spiel wurde am 16. Februar 2015 in einem Teaser-Trailer angekündigt, am 13. April 2018 wurde das Spiel jedoch abgesagt, da es weit hinter dem Zeitplan zurückblieb und weit von der Vision entfernt war, die Re-Logic dafür hatte.
Im Jahr 2019 erklärte Whitney Spinks, Vizepräsident von Re-Logic, als Reaktion auf die zunehmende Zahl von Spielen, die exklusiv im Epic Games Store erhältlich sind, dass keine Re-Logic-Titel exklusiv im Epic Games Store erhältlich sein würden. Im Jahr 2021 hatte Andrew Spinks einen öffentlichen Streit mit Google wegen der ungeklärten Sperrung des Google-Kontos von Re-Logic/Spinks vor mehr als drei Wochen und verlor den Zugang zu seinem YouTube-Kanal, Gmail und Google Drive. Er kündigte an, dass Terraria infolgedessen nicht zu Stadia kommen werde und dass Re-Logic in Zukunft keine neuen Projekte auf Google-Plattformen veröffentlichen werde. Einen Monat später einigte sich Re-Logic mit Google über die Sperrung des Google-Kontos von Spinks und bestätigte, dass Terraria für Stadia erscheine.

## Spiele

### Entwicklungen
- 2011: Terraria

### Veröffentlichungen
- 2011: Terraria
- 2015: Pixel Piracy
- 2017: Pixel Privateers